# Тамара (симфонична поема)
„Тамара“ (на руски: Тамара) е симфонична поема на руския композитор Милий Балакирев, завършена през 1882 година.
Базирана на едноименната балада на Михаил Лермонтов, тя е вдъхновена от пътуванията на Балакирев в Кавказ през 60-те години. Той започва работа по нея през 1866 година и след продължително прекъсване я завършва през 1882 година, когато е премиерата ѝ в Санкт Петербург.
„Тамара“ е основата на едноименен балет, представен за пръв път от Сергей Дягилев в Париж през 1912 година.